# Vibrissovoria petiolata
Vibrissovoria petiolata là một loài ruồi trong họ Tachinidae.